# Serjania dasyclados
Serjania dasyclados är en kinesträdsväxtart som beskrevs av Ludwig Radlkofer. Serjania dasyclados ingår i släktet Serjania och familjen kinesträdsväxter. Inga underarter finns listade i Catalogue of Life.